# Siradan
Siradan település Franciaországban, Hautes-Pyrénées megyében. Lakosainak száma 287 fő (2022. január 1.). Siradan Sainte-Marie, Bagiry, Saléchan, Samuran és Thèbe községekkel határos.

## Népesség
A település népessége az elmúlt években az alábbi módon változott:
| Lakosok száma | 293  | 287  | 290  | 284  | 282  | 283  | 285  | 286  | 287  |
|               | 2013 | 2015 | 2016 | 2017 | 2018 | 2019 | 2020 | 2021 | 2022 |